# Ugra-Karma
Ugra-Karma ist das zweite Studioalbum der finnischen Extrem-Metal-Band Impaled Nazarene.

## Entstehung
Mika Luttinen hatte sich 1992 aus Interesse an Hare Krishna ein Buch gekauft, das am Ende einige Übersetzungen Finnisch-Sanskrit enthielt. Diese bildeten die Basis für die zum Teil in Sanskrit verfassten Texte des Albums. Die Aufnahmen fanden im Juli 1993 im Tico-Tico-Studio im finnischen Kemi statt. Musik und Texte stammen von den Brüdern Kimmo und Mika Luttinen. Während des Studioaufenthaltes wurden auch die Stücke der EP Satanic Masowhore aufgenommen, die zeitgleich mit dem Album am 1. Dezember 1993 erschien.
Auf dem Buchdeckel befand sich das Gemälde einer Malerin mit dem Namen Madame Koslovsky, das Parvati, die Frau des Gottes Shiva, auf einem Tiger reitend darstellt. Die Band beschloss, dieses Gemälde als Plattencover zu verwenden. 1997 wurden das Plattenlabel und die Band daraufhin wegen Urheberrechtsverletzung verklagt und mussten rund 100.000 US-Dollar zahlen. Die Pressungen ab der Wiederveröffentlichung im Januar 1999 (mit der EP Satanic Masowhore als Bonus) sind mit einem anderen Cover versehen.

## Titelliste
1. Goatzied – 1:18
2. The Horny and the Horned – 3:30
3. Sadhu Satana – 2:30
4. Chaosgoat Law – 1:48
5. Hate – 5:51
6. Gott ist tot (Antichrist War Mix) – 2:57
7. Coraxo – 0:19
8. Soul Rape – 3:52
9. Kali-Yuga – 4:17
10. Cyberchrist – 5:39
11. False Jéhova – 2:16
12. Sadistic 666 / Under a Golden Shower – 4:14

## Musikstil und Texte
Kai Wendel vom Rock Hard weist in seiner zeitgenössischen Kritik darauf hin, dass die Band wegen der von ihr verwendeten Symbolik in die Nähe von Bands wie Mayhem und Burzum gerückt werde. Die Band grenzte sich allerdings vom zeitgenössischen Black Metal ab und sah diesen als Trend an. Der Musikstil ist nach wie vor aggressiv, der chaotische Stil der vorigen Werke „ist inzwischen aber etwas klareren, ausgefeilteren Songstrukturen gewichen“. Die Lieder sind „länger und wesentlich eingängiger ausgefallen. Impaled Nazarenes Sound hat auf ‚Ugra-Karma‘ deutlich an Melodie gewonnen und klingt jetzt ‚metallischer‘, da die schroffen Punk- und Grindcore-Akkorde vielerorts durch richtige Riffs ersetzt wurden.“ Mit gelegentlich eingesetzten Keyboards erzeugt die Band „eine surreale, mystische Atmosphäre, die beim ersten Hören vielleicht etwas verstörend wirken mag“. Textlich ist das Album „ein kruder Kauderwelsch aus Hindu-Mythologie, primitiver Teufelsanbetung und allerlei Perversitäten, die man auf englisch, deutsch, finnisch und sogar sanskrit (!) intoniert“. Insbesondere das Stück Gott ist tot, dessen Text nur aus wenigen Textzeilen wie „Gott ist tot“, „Judean Gott ist tot“ und „Heil! Heil! Heil! Heil!“ bestand, nährte Gerüchte, dass die Band rechtsgerichtetes Gedankengut vertrete. Der Text wurde von Sylvia Fürst ins Deutsche übersetzt, einer Freundin von Luttinen, die zur Redaktion des umstrittenen A-Blaze gehörte. Luttinen erklärte in der Dokumentation 666 – At Calling Death, das Lied sei nicht nationalsozialistisch, sondern eine Stellungnahme gegen Israel und seinen Umgang mit den Palästinensern, wobei er jedoch nicht auf die Bezeichnung kam. Der Text enthält allerdings keine Hinweise auf Israel und seine Politik.

## Rezeption
Zur Musik des Albums schrieb Kai Wendel vom Rock Hard: „Einfache, in der Hauptsache schnörkel- und kompromißlose, punkige Riffs […] bestimmen neben schnellen Drums die Songs und machen deren Reiz und Originalität aus.“ Herjulf vom Vönger-Webzine sieht in der durch die Keyboards erzeugten „surreale[n], mystische[n] Atmosphäre“ „den Versuch, eine Art postapokalyptische, endzeitliche Grundstimmung zu schaffen, wie sie besonders gegen Ende von ‚Kali-Yuga‘ und ‚Hate‘ auftritt. Leider wurde diese Idee aber nicht konsequent durchgezogen, denn Stücke wie ‚Gott ist tot‘ oder ‚Coraxo‘ hinterlassen eher den Eindruck eines Fun-Projekts als einer Band mit ernsthaftem Konzept. Als durchaus originell und exotisch darf man dagegen die lyrischen Ergüsse bezeichnen.“